# Valkíria
Valkíria é uma personagem brasileira de histórias em quadrinhos. A personagem é uma garota das selvas que vive em um mundo pós-apocalíptico com criaturas pré-históricas. Valkíria foi criada pelo roteirista Alex Mir e o ilustrador Alex Genaro,  ela estreou na revista independente Tempestade Cerebral nº2 (março de 2008).
Valkíria é sempre acompanhada de Rama, uma espécie de lêmure. Suas histórias misturam elementos de fantasia e ficção científica e tem como principal característica o fato dela estar mais preocupada com justiça e sobrevivência do que com eventuais ganhos pessoais, como é comum nesse tipo de história. Embora não fique explícito, há indicações de que o mundo devastado em que Valkíria vive no que seria o Brasil em um futuro distante.

## Histórico
Segundo o roteirista Alex Mir, a personagem surgiu em 1997 como uma garota das selvas por uma encomenda do editor Paulo Hamasaki, como quadrinhista, o próprio Hamasaki criou personagens selvagens que tinham contato com dinossauros como Torn e Jongo e também uma narrativa pós-apocalítica chamada Ano Zero, apesar disso, Valkíria acabou engavetada, Mir tentou a parceria com alguns ilustradores, mas não ficou do seu agrado, dez anos depois, ele resolveu retomar a personagem com Alex Genaro, que fez modificações no visual da personagem.
Valkíria estreou na revista independente Tempestade Cerebral nº2 (março de 2008), com a história O Mapa, primeira parte do arco A Fonte da Juventude, roteirizada por Alex Mir e ilustrada por Alex Genaro, o arco foi encerrado em Tempestade Cerebral nº 5 (abril de 2009), a revista era distribuída pelo coletivo Quarto Mundo. Em agosto de 2011, a personagem retorna na revista independente Lorde Kramus nº 4 (agosto de 2011), revista do personagem epônimo do gênero espada e feitiçaria criado por Gil Mendes, na edição, é publicada a história Café da manhã com os Mortos, produzida pela dupla Laudo Ferreira e Omar Viñole, na edição seguinte de julho de 2012, é publicada uma nova história pela dupla Alex Mir e Alex Genaro:O homem que veio do céu.  Em 2013, O Homem que Veio do Céu foi publicada na antologia Imaginários em Quadrinhos – Volume 1 da Editora Draco, organizada por Raphael Fernandes. Em 2014, Valkíria estreia no formato webcomic no site do coletivo Petisco.
Em 2015, é publicado o primeiro álbum da série Valkiria:A Fonte Da Juventude, lançado pela Editora Draco, o álbum é uma edição encadernada de histórias publicadas anteriormente, em 2016, o álbum ganhou o Prêmio Angelo Agostini de melhor lançamento e seu roteirista, Alex Mir, ganhou como melhor roteirista por seu trabalho nesta obra e em Orixás:o Dia do Silêncio, também em 2016, foi lançado o álbum independente Valkíria:Olhos de Cristal, com histórias publicadas no site Petisco.
Em 2020, foram publicados dois álbuns independentes Valkíria:Contatos Imediatos e Valkíria:Guerra Fria publicado através da plataforma de financiamento coletivo Catarse, o álbum contém as histórias Guerra Fria, roteirizada por Jorge Gonçalves e ilustrada por Alex Genaro, publicada no site Petisco e A Deusa da Caverna, história inédita escrita por João Carpalhau (falecido em 2018) e Valkíria:Contatos Imediatos contendo as histórias O homem que veio do céu e A mulher dourada. No mesmo ano, o álbum Valkíria:Guerra Fria foi premiado como Lançamento do ano na primeira edição do Dia do Super-Herói Brasileiro.
Em 2021, uma nova edição encadernada intitulada Valkiria:A Fonte da Juventude e Outras Histórias foi financiada via Catarse, além de republicar as histórias A Fonte da Juventude e Café da manhã com os mortos, o álbum traz duas histórias inéditas Poesia Inacabada, escrita por Danilo Dias e ilustrada por Alex Genaro e Musa, escrita por Hamilton Kabuna e Thais Linhares, com desenhos de Thais Linhares e May Santos, o êxito da campanha permitiu que também fosse publicada uma adaptação da série para RPG de mesa pelo Lampião Game Studio. Também em 2021, o site Petisco é descontinuado e a série recebe indicações ao 33º Troféu HQ Mix nas seguinte categorias:Web tiras (Valkíria no espaço) Publicação Independente Seriada (Valkíria:Guerra Fria) e Publicação Juvenil (Valkíria:Guerra Fria) e Arte-finalista Nacional (Alex Genaro - Valkíria:Guerra Fria).
Em julho de 2023, a  editora americana Antarctic Press anunciou que publicaria Valkíria na revista Jungle Comics, o título remete a uma revista de mesmo nome publicada pela editora Fiction House durante a Era de ouro das histórias em quadrinhos americanas. Valkíria estreou no nº 22 da revista lançada em novembro de 2023.

### Histórias
| Título                           | Roteiro                     | Desenhos       | Arte-final  | Cor            | Letras      | Publicado em                                       | Lançamento original             |
| -------------------------------- | --------------------------- | -------------- | ----------- | -------------- | ----------- | -------------------------------------------------- | ------------------------------- |
| A Fonte da Juventude             | Alex Mir                    | Alex Genaro    |             |                |             | Tempestade Cerebral nº 2-5                         | março de 2008 - abril de 2009   |
| Café da manhã com os mortos      | Alex Mir e Alex Genaro      | Laudo Ferreira | Omar Viñole |                |             | Lorde Kramus nº 4                                  | agosto de 2011                  |
| O homem que veio do céu          | Alex Mir e Alex Genaro      | Alex Genaro    | Alex Genaro | Eduardo Cortez | Alex Genaro | Lorde Kramus nº 5                                  | julho de 2012                   |
| A mulher dourada                 | Alex Mir e Alex Genaro      | Alex Genaro    | Alex Genaro | Eduardo Cortez |             | Imaginários em Quadrinhos – Volume 1               | março de 2013                   |
| Noite vermelha                   | Alex Mir e Alex Genaro      | Alex Genaro    | Alex Genaro | Alex Genaro    |             | Petisco                                            | janeiro de 2014 - abril de 2014 |
| O Senhor dos Vulcões             | Alex Mir                    | Alex Genaro    | Alex Genaro | Eduardo Cortez | Alex Genaro | Petisco                                            | maio de 2014                    |
| Olhos de Cristal                 | Marcello Fontana            | Alex Genaro    | Alex Genaro | Alex Genaro    | Alex Genaro | Petisco                                            | junho de 2014 - janeiro de 2015 |
| Guerra Fria                      | Jorge de Barros             | Alex Genaro    | Alex Genaro | Alex Genaro    | Alex Mir    | Petisco                                            | junho de 2016 - ???             |
| Valkíria no espaço               | Alex Mir                    | Alex Genaro    | Alex Genaro | Alex Genaro    |             | Petisco e site oficial de Alex Mir                 | 2020                            |
| A deusa da caverna               | João Carpalhau              | Alex Genaro    | Alex Genaro | Alex Genaro    | Alex Mir    | Valkíria - Guerra Fria                             | novembro de 2020                |
| Poesia inacabada                 | Danilo Dias                 | Alex Genaro    | Alex Genaro |                |             | Valkiria - A Fonte da Juventude e Outras Histórias | setembro de 2021                |
| Hamilton Kabuna e Thais Linhares | Thais Linhares e May Santos |                | Alex Genaro |                |             | Valkiria - A Fonte da Juventude e Outras Histórias | setembro de 2021                |

### Álbuns
| Título                                             | Data             | Editora       | Conteúdo                                                                                   | ISBN                |
| -------------------------------------------------- | ---------------- | ------------- | ------------------------------------------------------------------------------------------ | ------------------- |
| Valkíria - A Fonte da Juventude                    | abril de 2015    | Editora Draco | Reúne as histórias A fonte da juventude, Café da manhã com os mortos e Noite vermelha.     | ISBN 978-8582430668 |
| Valkíria - Olhos de Cristal                        | dezembro de 2016 | Independente  | Reúne as histórias Olhos de Cristal e O Senhor dos Vulcões.                                | ISBN 978-8582431535 |
| Valkíria - Contatos Imediatos                      | setembro de 2020 | Independente  | Reúne as histórias O homem que veio do céu e A mulher dourada.                             |                     |
| Valkíria - Guerra Fria                             | novembro de 2020 | Independente  | Reúne as histórias Guerra Fria e A deusa da caverna.                                       | ISBN 978-6500047370 |
| Valkiria - A Fonte da Juventude e Outras Histórias | setembro de 2021 | Independente  | Reúne as histórias fonte da juventude, Café da manhã com os mortos, Noite vermelha e Musa. |                     |